# 24. leden
24. leden je 24. den roku podle gregoriánského kalendáře. Do konce roku zbývá 341 dní (342 v přestupném roce). Svátek má Milena.

## Události

### Česko
- 1634 – Patentem zbavil císař Ferdinand II. Štýrský Valdštejna vrchního velení a jmenoval na jeho místo generála Matyáše Gallase. V tajné instrukci k tomuto patentu vydal rozkaz Valdštejna a jeho nejbližší spolupracovníky zajmout nebo zabít.
- 1937 – Československý premiér Milan Hodža oznámil rozhodnutí vlády o výstavbě pražského metra. První úsek měl být dokončen už v r. 1942 k datu předpokládané světové výstavy, jež se měla konat právě v Praze.
- 1939 – Zahájena výstavba Česko-slovenské dálnice: v 7:00 provedl štábní kapitán Karel Chmel první zásek sekerou na budoucím průseku lesa v Chřibech.
- 2024 – U Dolní Lutyně došlo k srážce vlaku IC 546 Ostravan s kamionem převážející vrtnou soupravou, která uvízla na železničním přejezdu P6512. Nehodu nepřežil strojvedoucí, 20 lidí bylo zraněno, došlo k částečnému vykolejení vlaku a poškození železniční trati.

### Svět
- 1458 – Matyáš Korvín zvolen uherským králem.
- 1848 – Bylo nalezeno první zlato v Kalifornii – začala kalifornská zlatá horečka.
- 1900 – Druhá búrská válka: Búrové porazili Brity v bitvě na Spion Kopu.
- 1944 – Rudá armáda zahájila Korsuň-ševčenkovskou operaci, při níž obklíčila v Čerkaském kotli přes 50 tisíc německých vojáků.
- 1945 – Adolf Hitler nechal zničit památník vítězství Němců v 1. světové válce u Tannenbergu.
- 1984 – Na trh byly uvedeny první počítače Macintosh.
- 2005 – Julija Tymošenková byla jmenována premiérkou Ukrajiny.
- 2011 – Na moskevském letišti Domodědovo byl spáchán teroristický útok, při kterém zahynulo 35 lidí.

## Narození

### Česko

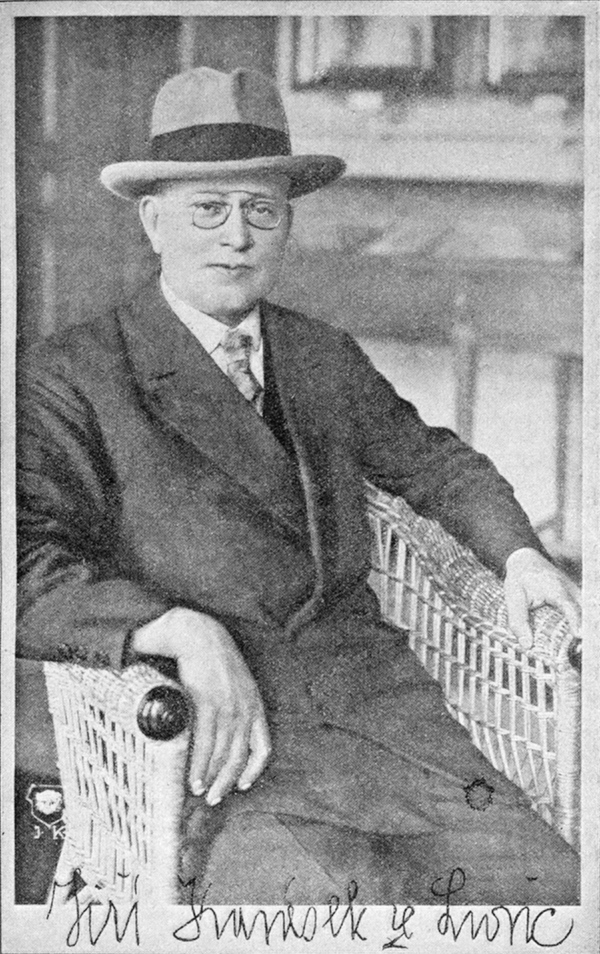
Jiří Karásek ze Lvovic (* 1871)

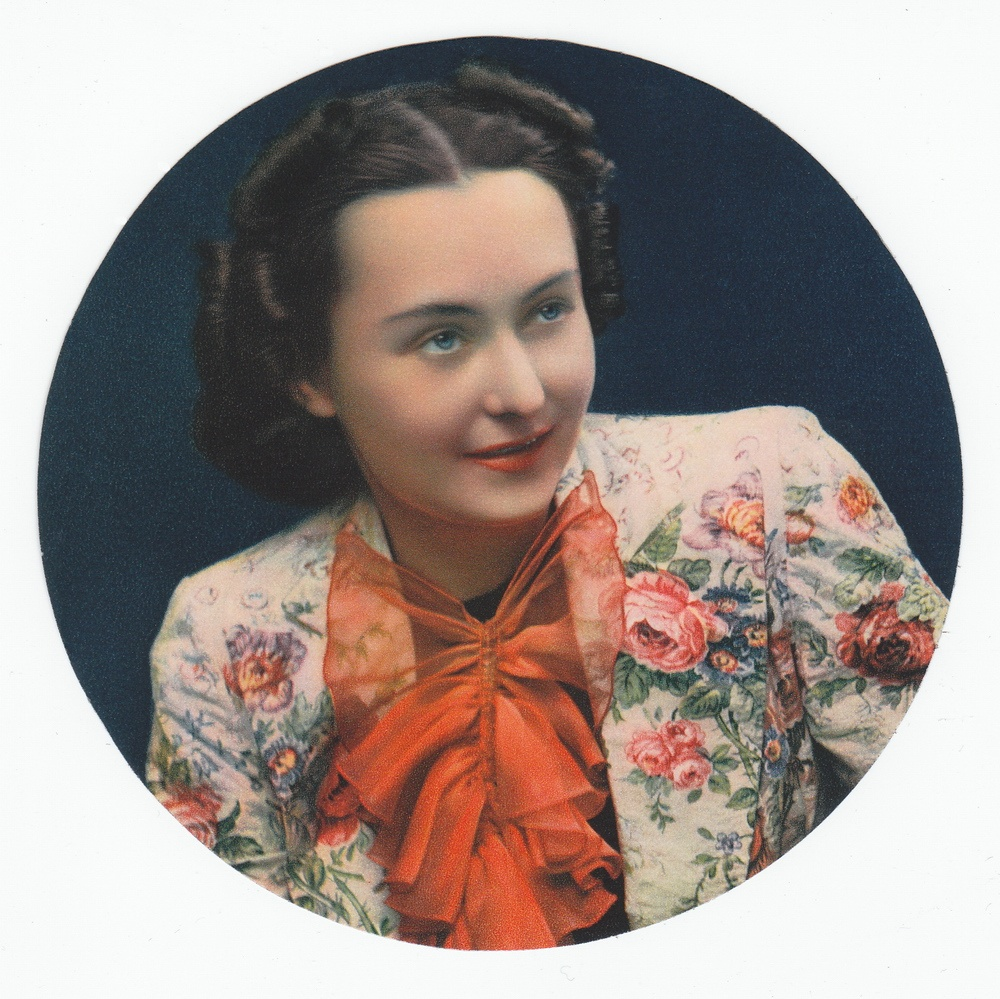
Hana Vítová (* 1914)

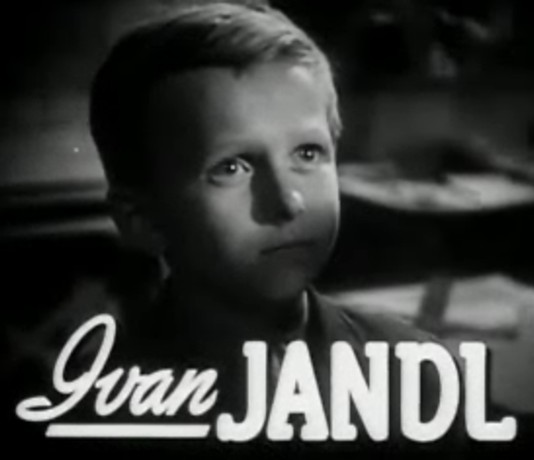
Ivan Jandl (* 1937)

- 1466 – Jan Šlechta ze Všehrd, český humanista a diplomat († 29. srpna 1525)
- 1547 – Johana Habsburská, toskánská vévodkyně, dcera císaře Ferdinanda I. († 11. dubna 1578)
- 1579 – Jáchym Oldřich z Hradce, karlštejnský purkrabí a komorník císaře Rudolfa II. († 23. ledna 1604)
- 1706 – Rudolf Chotek z Chotkova a Vojnína, šlechtic a rakouský politik († 7. července 1771)
- 1715 – Václav Kalous, český skladatel chrámové hudby († 22. července 1786)
- 1803
  - Karl Thun-Hohenstein, rakouský šlechtic působící v Čechách († 16. ledna 1876)
  - Karel Alois Vinařický, vlastenecký kněz, básník, spisovatel a překladatel († 3. února 1869)
- 1806 – František Jaroslav Vacek Kamenický, vlastenecký kněz, spisovatel a básník († 23. března 1869)
- 1816 – Ludwig Tedesco, lékař a politik židovského původu († 25. srpna 1886)
- 1823 – Franz Neußer, česko-rakouský politik († 22. října 1912)
- 1825 – Mauritius Wilhelm Trapp, moravský historik a archeolog († 27. května 1895)
- 1837 – Alois Vojtěch Šmilovský, český spisovatel († 20. června 1883)
- 1844 – František Schönborn, český kardinál († 25. června 1899)
- 1849 – Antonie Bollardová, divadelní herečka († 7. října 1893)
- 1853 – Hermína Laukotová, malířka, grafička a pedagožka († 17. ledna 1931)
- 1857 – Alois Zdráhal, matematik a učitel († 2. ledna 1938)
- 1861 – Jiří Stanislav Guth-Jarkovský, zakládající člen Mezinárodního olympijského výboru, spisovatel, ceremoniář († 8. ledna 1943)
- 1862 – Marie Steyskalová, organizátorka ženského sociálního a emancipačního hnutí († 12. října 1928)
- 1863 – August Adler, matematik a geometr († 17. října 1923)
- 1864 – Gustav Habrman, český politik († 22. března 1932)
- 1865 – Viktor Michl, rakouský a český lékař a politik († 7. listopadu 1927)
- 1871
  - Jiří Karásek ze Lvovic, český básník, spisovatel a kritik († 5. března 1951)
  - Karel Sáblík, československý politik († 16. prosince 1932)
- 1874 – David Weinstein, obchodník a podnikatel († 4. srpna 1939)
- 1880 – Josef Černík, český hudební skladatel a sběratel lidových písní († 24. listopadu 1969)
- 1884 – Jan C. Vondrouš, český rytec a grafik († 28. června 1970)
- 1888
  - Jan Syrový, český voják a politik († 17. října 1970)
  - Pavel Kašťák, komunistický politický vězeň († ?)
- 1889
  - Jarmila Čapková, překladatelka, manželka výtvarníka a spisovatele Josefa Čapka († 10. prosince 1962)
  - Rudolf Kadlec, herec a divadelní režisér († 31. května 1959)
- 1890 – Karel Kalista, herec a divadelní režisér († 13. září 1954)
- 1891 – Karel Petrů, asociační kapitán československé fotbalové reprezentace († 1949)
- 1892
  - Zdeněk Frankenberger, lékař, histolog, embryolog, patolog a přírodovědec († 12. ledna 1966)
  - Josef Kodíček, režisér, dramaturg, divadelní kritik a překladatel († 3. listopadu 1954)
  - Václav Vohralík, atlet-běžec a pozdější trenér († 6. června 1985)
- 1897
  - Josef Vlach-Vrutický, český hudební skladatel a dirigent († 18. září 1977)
  - Rudolf Křenek, fotbalový útočník a trenér († ?)
  - Rudolf Němec, stíhací pilot a vojenský letecký instruktor († 1969)
- 1898 – Karl Hermann Frank, sudetoněmecký nacistický politik († 22. května 1946)
- 1899 – Milada Součková, česká spisovatelka, lingvistka a literární teoretička († 1. února 1983)
- 1901 – Josef Bím, voják a lyžař, skokan a sdruženář († 5. září 1934)
- 1903
  - František Bíbus, spisovatel, povoláním právník († 11. srpna 1966)
  - Franz May, československý politik († 28. listopadu 1969)
- 1906 – Augusta Machoňová-Müllerová, architektka, bytová návrhářka a publicistka († 11. září 1984)
- 1910 – Vladimír Musil, stolař, strážník a voják († 1997)
- 1914
  - Donát Šajner, spisovatel († 1. května 1990)
  - Hana Vítová, česká herečka († 3. března 1987)
- 1915 – Vítězslava Kaprálová, skladatelka a dirigentka († 16. června 1940)
- 1916 – Jiřina Steimarová, česká herečka († 7. října 2007)
- 1919 – Jiří Vackář, vynálezce v oblasti slaboproudé techniky († 27. března 2004)
- 1920 – Jiří Kárnet, česko-americký dramatik, divadelní kritik, režisér, básník a překladatel († 1. února 2011)
- 1923 – Amedeo Molnár, teolog, vysokoškolský pedagog a historik († 31. ledna 1990)
- 1924 – Miloslav Ducháč, český klavírista, skladatel a aranžér († 28. dubna 2008)
- 1925 – Zdeněk Ujčík, hokejista († ?)
- 1926
  - Herta Huber, německá spisovatelka narozená v Česku
  - Ladislav Soukup, bezpartijní politik († ?)
  - Jiří Šimáně, východočeský speciální pedagog a skaut († 11. listopadu 1975)
- 1927 – Petr Tausk, chemik, fotograf, žurnalista, spisovatel, historik fotografie († 3. květen 1988)
- 1929 – Vladimír Herman, komunistický politik († 26. května 2015)
- 1930
  - Bedřich König, československý házenkář, trenér a zlatý medailista († 3. dubna 1990)
  - Josef Siuda, fotbalista
- 1931
  - Jaroslav Vostrý, český dramatik, divadelní teoretik, historik, režisér a dramaturg († 18. března 2025)
  - Eugen Strouhal, antropolog, archeolog, lékař a muzejník († 20. říjen 2016)
- 1932 – Růžena Ostrá, vysokoškolská učitelka, zaměřením romanistka († 30. prosince 2020)
- 1933 – Bohuslav Hubálek, vězeň komunistického režimu a po revoluci politik a poslanec († 23. srpna 2017)
- 1935
  - Milena Flodrová, brněnská historička
  - Miroslava Nová, česká sochařka a medailérka
- 1936 – František Dům, hokejista († 31. července 2013)
- 1937
  - Ivan Jandl, dětský herec, držitel dětského Oscara († 21. listopadu 1987)
  - Petr Mišoň, biolog a politik
- 1939 – Jiří Sůra, prvoligový fotbalista († 17. listopadu 1982)
- 1943 – Petr Štěpánek, matematik a vysokoškolský pedagog († 11. července 2012)
- 1944 – Anna Strunecká, pseudovědkyně, pedagožka a spisovatelka
- 1945
  - Milan Kremel jezdec Endura a motokrosu
  - Eva Janková, rakouská atletka v hodu oštěpem
- 1946 – Josef Frais, český spisovatel († 10. ledna 2013)
- 1948 – Pavel Sivko, malíř, grafik, ilustrátor a pedagog
- 1949 – Jan Típek, fotbalista
- 1951
  - Tomáš Durdík, archeolog a kastelolog († 20. září 2012)
  - Ivan Šnobl, akademický malíř
- 1956
  - Jiří Broušek, hokejista
  - Stanislav Juránek, politik
  - Vlastimil Vejnar, fotbalista
- 1958
  - Lubor Kasal, český básník a publicista
  - Pavel Dumbrovský, český žurnalista a moderátor
- 1961
  - Jiří Dolejš, politik a poslanec za KSČM
  - Galina Fleischmannová, malířka
- 1963 – Pavol Jablonický, profesionální kulturista
- 1965 – Martin Wohlgemuth, fotbalista
- 1966 – Petr Bendl, politik, hejtman Středočeského kraje a ministr
- 1968 – Šárka Jelínková, politička a pracovnice v oblasti sociální péče
- 1971
  - Tomáš Hejtmánek, filmový režisér
  - Marcela Melková, politička a zpěvačka
- 1972 – Petr Chňoupek, moravský novinář, publicista a komunální politik
- 1973 – Karel Podhajský, fotbalový brankář
- 1974 – Jana Syslová, politička a ekonomka
- 1976
  - Tünde Bartha, manažerka maďarského a slovenského původu
  - Olga Vymetálková, tenistka
- 1977
  - Lenka Cenková, tenistka
  - Martin Pohořelý, fotbalista
- 1979
  - Michal Illich, programátor, podnikatel a investor
  - Ondřej Mirovský, komunální politik Strany zelených
- 1980
  - Petr Bakla, hudební skladatel
  - Daniel Kaplan, fotbalista
- 1981 – Michal Kvíčala, sáňkař
- 1982 – Jan Fila, hudební skladatel, aranžér, chrámový varhaník a pedagog
- 1986
  - Jakub Šindel, český hokejista
  - Tomáš Protivný, hokejista
- 1987
  - Marie Doležalová, česká herečka
  - Marek Laš, hokejista
- 1992
  - Sabina Křováková, zpěvačka, vítězka soutěže Česko Slovenská Superstar
  - Martina Marková, profesionální tanečnice
- 1993 – Adam Ševčík, fotbalista
- 1996 – Patrik Schick, fotbalista
- 1998 – Nikol Tabačková, oštěpařka

### Svět

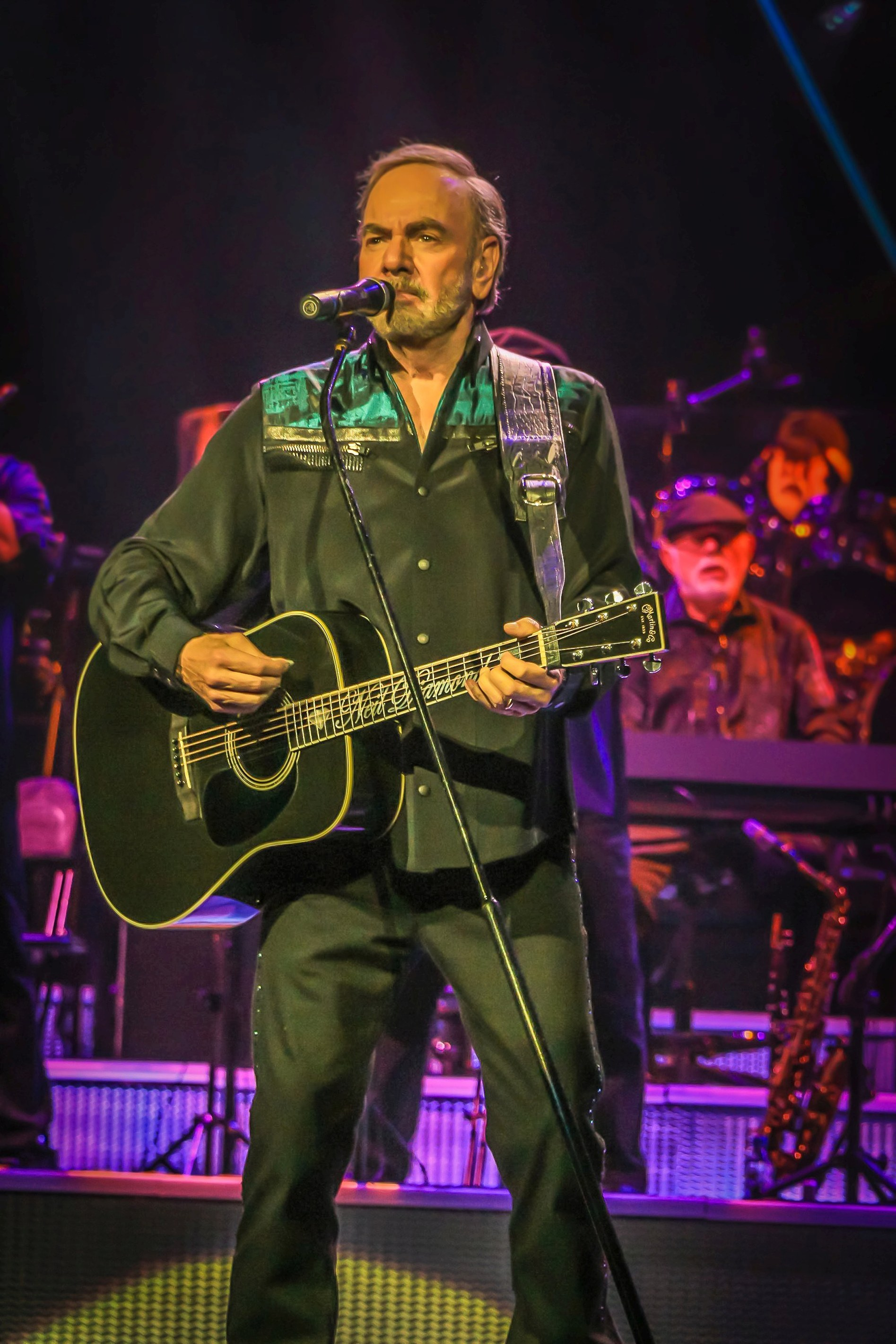
Neil Diamond (* 1941)

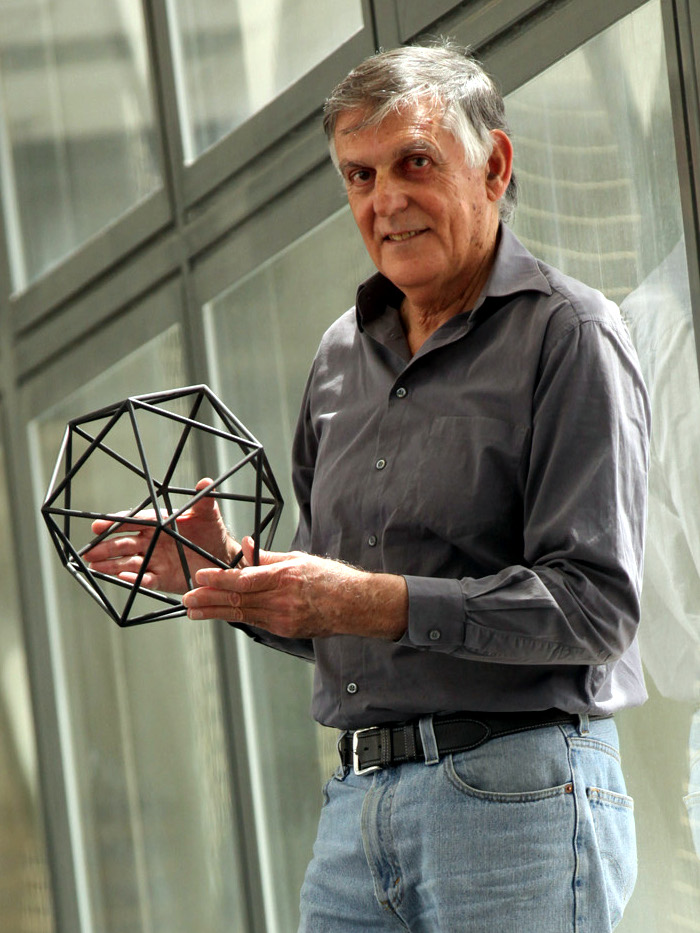
Daniel Šechtman (* 1941)

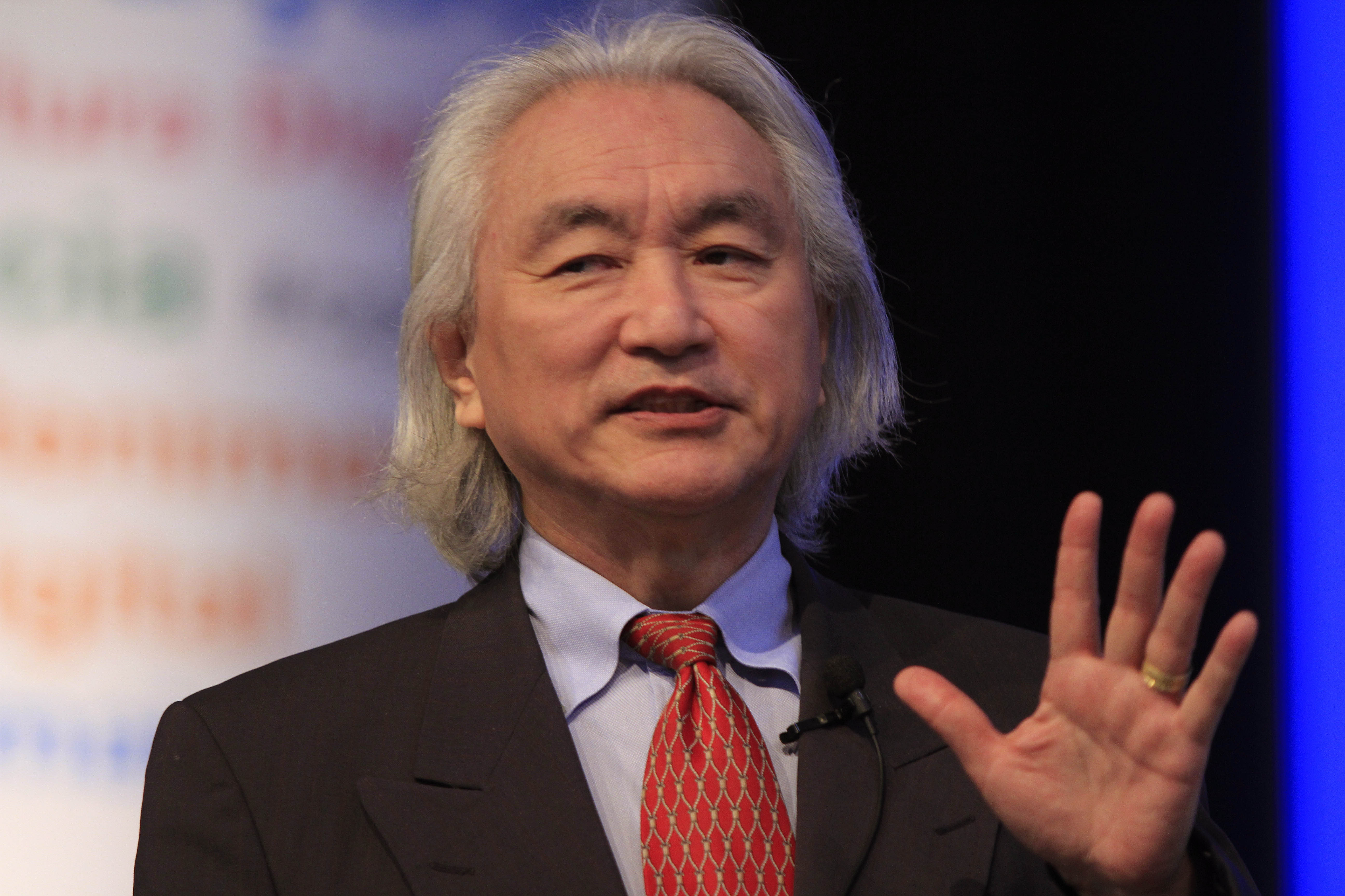
Michio Kaku (* 1947)

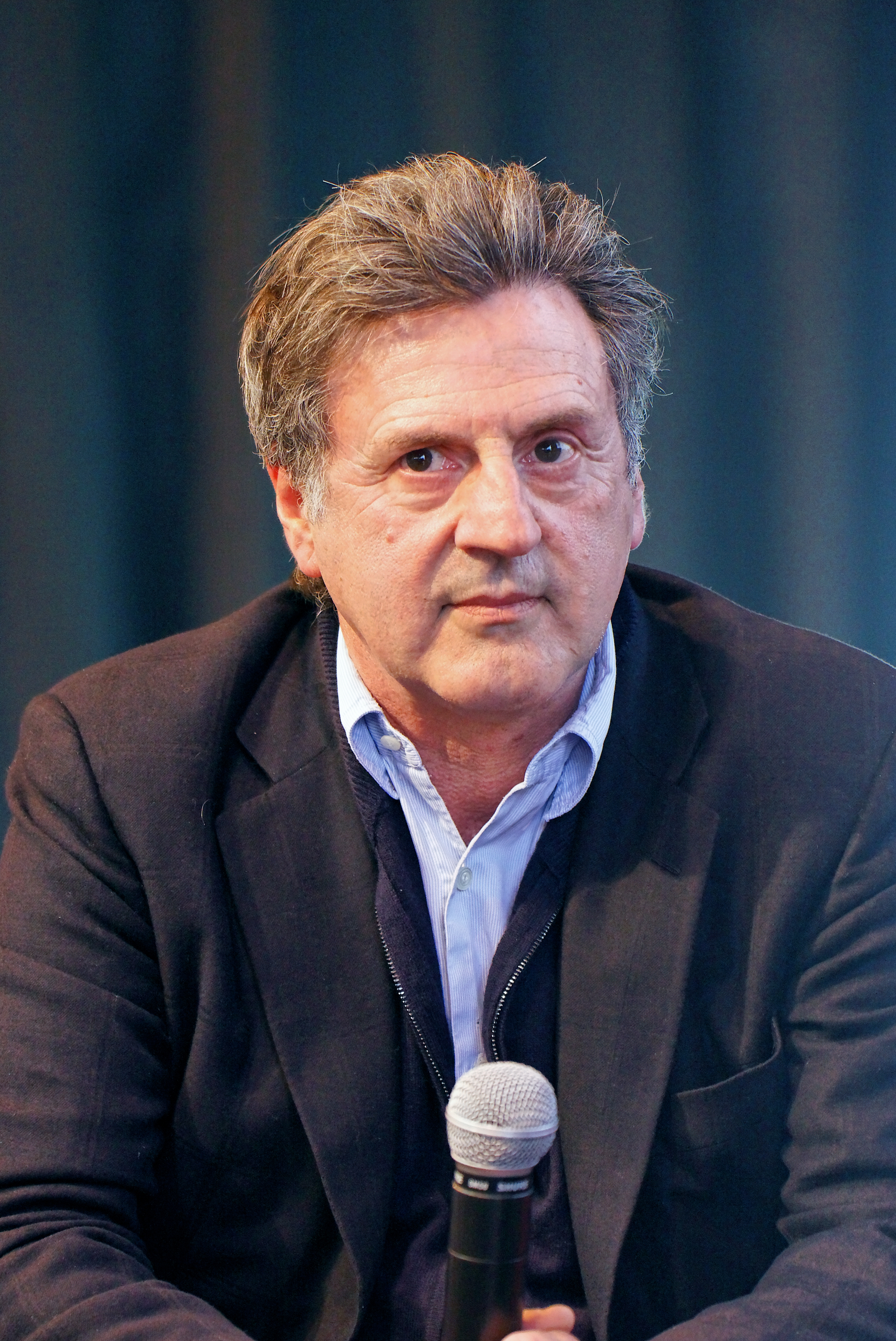
Daniel Auteuil (* 1950)

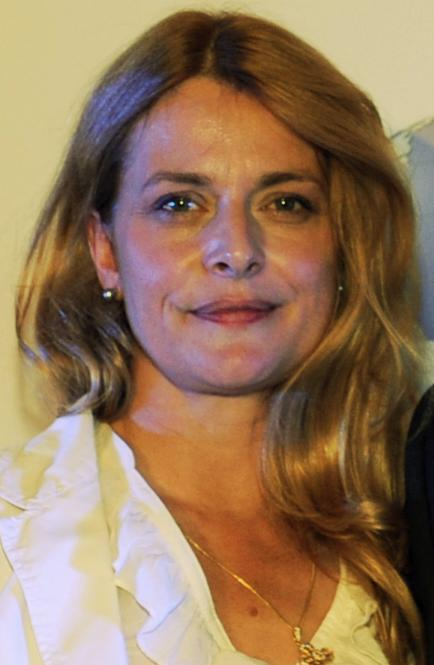
Nastassja Kinski (* 1961)

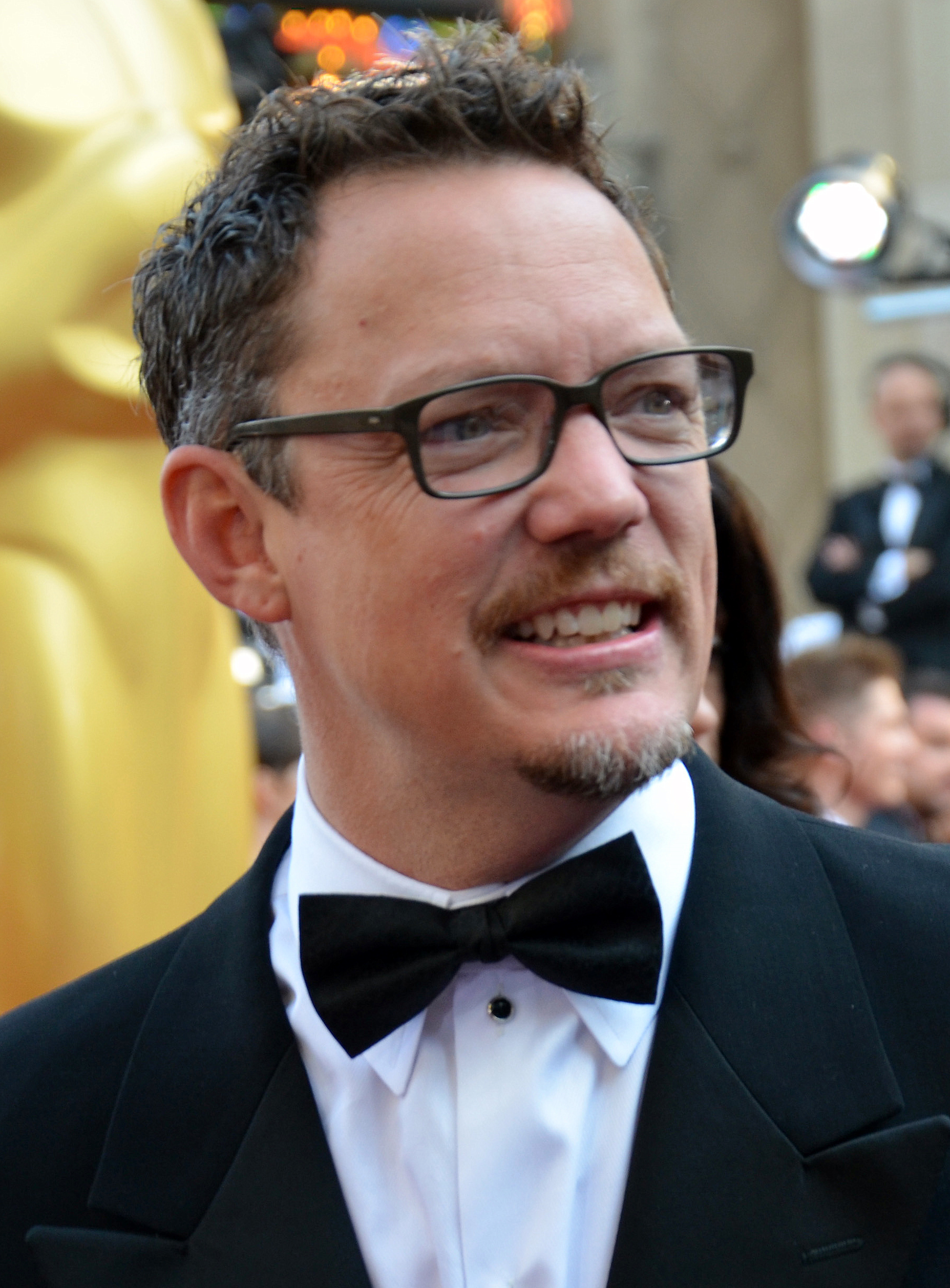
Matthew Lillard (* 1970)

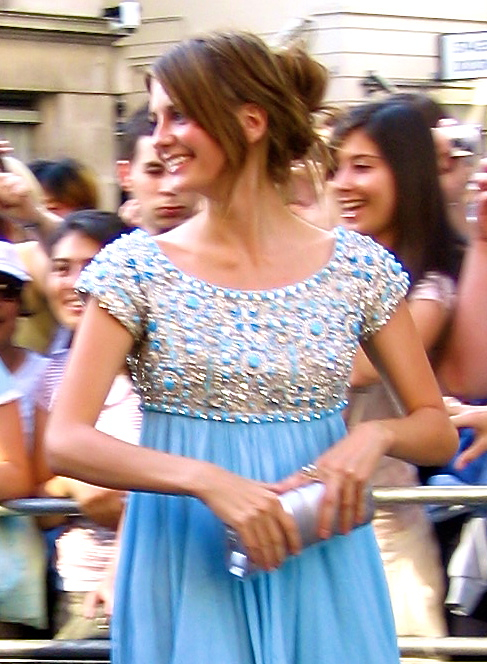
Mischa Barton (* 1986)

- 0076 – Hadrianus, římský císař († 10. července 138)
- 1256 – Guzmán Dobrý (Guzmán el Bueno, Alonso Pérez de Guzmán), španělský šlechtic a vojevůdce  († 19. září 1309)
- 1391 – Johana Francouzská, bretaňská vévodkyně z dynastie Valois († 27. září 1433)
- 1444 – Galeazzo Maria Sforza, druhý vévoda milánský († 26. prosince 1476)
- 1544 – Gillis van Coninxloo, vlámský malíř krajin († 4. ledna 1607)
- 1547 – Johana Habsburská, rakouská arcivévodkyně a velkovévodkyně toskánská († 11. dubna 1578)
- 1594 – Pierre de Marca, francouzský biskup, historik a právník († 29. června 1662)
- 1652 – Nicolas Chalon du Blé, francouzský generál a ministr zahraničních věcí († 10. dubna 1730)
- 1670 – William Congreve, anglický básník, dramatik a politik († 19. ledna 1729)
- 1679 – Christian Wolff, německý filozof († 9. května 1754)
- 1684 – Karel Alexandr Württemberský, německý vojevůdce a württemberský vévoda († 12. března 1737)
- 1705 – Farinelli, vlastním jménem Carlo Broschi, jeden z nejslavnějších kastrátů-sopránů v historii hudby 18. století († 15. července 1782)
- 1712 – Fridrich II. Veliký, pruský král († 17. srpna 1786)
- 1732 – Pierre-Augustin Caron de Beaumarchais, francouzský dramatik († 18. května 1799)
- 1738 – Jean-Nicolas Houchard, francouzský generál francouzské revoluce († 17. listopadu 1793)
- 1746 – Gustav III. Švédský, švédský král († 29. března 1792)
- 1752 – Muzio Clementi, italský hudební skladatel, klavírista, hudební učitel († 10. března 1832)
- 1763
  - Carl Bernhard Garve, německý evangelický teolog a básník († 21. června 1841)
  - Louis Alexandre Andrault de Langeron, generál ruské imperiální armády, francouzského původu († 4. července 1831)
- 1776 – Ernst Theodor Wilhelm Hoffmann, německý spisovatel a hudební skladatel († 25. června 1822)
- 1777 – Emanuel Mensdorff-Pouilly, lotrinský baron († 28. června 1852)
- 1778 – Karel Ferdinand Bourbonský, francouzský princ a mladší syn francouzského krále Karla X. († 14. únor 1820)
- 1779 – Luisa Bádenská, ruská carevna jako manželka Alexandra I. († 16. května 1826)
- 1798 – Franz Haunsteiner, rakouský politik († 4. ledna 1861)
- 1801 – Stipan Krunoslav Ivičević, rakouský spisovatel, novinář, jazykovědec a politik chorvatské národnosti († 16. prosince 1871)
- 1804
  - Józef Dietl, rakouský lékař, vysokoškolský pedagog a politik († 18. ledna 1878)
  - Delphine de Girardin, francouzská spisovatelka († 29. června 1855)
- 1809 – Hryhorij Šaškevyč, rakouský řeckokatolický duchovní ukrajinské národnosti († 18. srpna 1888)
- 1811 – Moritz von Kaiserfeld, rakouský právník a politik († 14. února 1885)
- 1812 – Josef Anton Oelz, rakouský lékař a politik († 19. prosince 1893)
- 1813
  - August Württemberský, královský pruský generálplukovník jezdectva († 12. ledna 1885)
  - John Shae Perring, britský inženýr, antropolog a egyptolog († 16. ledna 1869)
- 1814 – Helena Meklenbursko-Schwerinská, sňatkem francouzská korunní princezna († 17. května 1858)
- 1818 – Albert Pflügl, rakouský římskokatolický duchovní a politik († 5. března 1886)
- 1819 – Johann Jakob Weilenmann, švýcarský alpinista († 8. července 1896)
- 1821
  - Eduard von Grebmer zu Wolfsthurn, rakouský politik († 11. ledna 1875)
  - Blaž Kocen, rakousko-uherský pedagog, zeměpisec a kartograf († 29. května 1871)
- 1823 – Prilidiano Pueyrredón, argentinský malíř, inženýr strojař a architekt († 3. listopad 1870)
- 1828 – Ferdinand Julius Cohn, německý biolog († 25. června 1898)
- 1847 – Radomir Putnik, srbský voják, velitel vojsk Srbského království († 7. květen 1917)
- 1848
  - Vasilij Ivanovič Surikov, ruský malíř († 19. března 1916)
  - Jan Kubisz, polský pedagog, básník a národní buditel († 25. března 1929)
- 1850 – Hermann Ebbinghaus, německý filosof a psycholog († 26. února 1909)
- 1853 – Guillermo de Osma y Scull, španělský diplomat, archeolog a politik († 7. února 1922)
- 1854
  - Paul Natorp, německý filosof († 17. srpna 1924)
  - Wenzel Kuhn, rakouský křesťansko sociální politik († 27. července 1933)
- 1855 – Frank Hadow, anglický tenista († 29. června 1946)
- 1862
  - Alfons Bavorský, bavorský princ z rodu Wittelsbachů († 8. ledna 1933)
  - Edith Whartonová, americká spisovatelka († 11. srpna 1937)
- 1864 – Andrzej Niemojewski, polský spisovatel († 3. listopadu 1921)
- 1866 – Jaan Poska, ministr zahraničních věcí Estonska († 7. března 1920)
- 1880
  - Jutta Meklenbursko-Střelická, korunní princezna černohorská († 17. února 1946)
  - Alfred Merz, rakouský geograf a oceánograf († 16. srpna 1925)
- 1882 – Harold Babcock, americký astronom († 8. dubna 1968)
- 1884 – Saverio Ritter, italský duchovní, biskup a diplomat Svatého stolce († 21. dubna 1951)
- 1886 – Nina Seifertová-Šrutová, pedagožka a spisovatelka († 1980)
- 1888
  - Vicki Baumová, rakouská harfenistka, scenáristka, novinářka a spisovatelka († 29. srpna 1960)
  - Ernst Heinkel, německý konstruktér a výrobce letadel († 30. ledna 1958)
- 1891 – Walter Model, německý generál († 21. dubna 1945)
- 1893 – Viktor Šklovskij, spisovatel a filmový scenárista († 6. prosince 1984)
- 1895
  - Albert Divo, francouzský automobilový závodník († 19. září 1966)
  - Marcel Nogues, francouzský pilot († 5. října 1919)
- 1897 – Tristan Rémy, francouzský spisovatel († 23. listopadu 1977)
- 1899 – Bončo Karastojanov, bulharský fotograf a kameraman († 18. dubna 1962)
- 1900
  - Theodosius Dobzhansky, ukrajinsko-americký genetik a evoluční biolog († 18. prosince 1975)
  - Markéta Karola Saská, saská princezna a kněžna hohenzollernská († 16. října 1962)
- 1901
  - Svätopluk Štúr, slovenský filozof, představitel kritického realismu († 12. únor 1981)
  - Michail Iljič Romm, sovětský režisér a scenárista († 1. listopadu 1971)
- 1902
  - Oskar Morgenstern, rakouský ekonom († 26. července 1977)
  - Ephraim Avigdor Speiser, americký archeolog († 15. června 1965)
- 1903 – Titus Rožnay, slovenský politik a poválečný poslanec († 7. května 1975)
- 1905 – J. Howard Marshall, americký podnikatel († 4. srpna 1995)
- 1908 – Nikolaj Arťomov, ruský fyziolog, vysokoškolský pedagog, doktor věd († 2. prosince 2005)
- 1911 – C. L. Mooreová, americká spisovatelka science fiction a fantasy († 4. dubna 1987)
- 1914 – Hans Cattini, švýcarský hokejista († 3. dubna 1987)
- 1915 – Robert Motherwell, americký malíř († 16. července 1991)
- 1917 – Ernest Borgnine, americký herec († 8. července 2012)
- 1918 – Gottfried von Einem, rakouský hudební skladatel († 12. července 1996)
- 1919 – Leon Kirchner, americký hudební skladatel († 17. září 2009)
- 1921 – Tadeusz Zawadzki, polský harcerský instruktor a odbojář († 20. srpna 1943)
- 1922
  - Jozef Ružovič, slovenský fotbalista († 14. prosince 2003)
  - Daniel Boulanger, francouzský herec, spisovatel, básník a dramatik († 27. října 2014)
- 1923 – Simeon ten Holt, nizozemský skladatel vážné hudby († 25. listopadu 2012)
- 1924
  - Joe Albany, americký klavírista († 12. ledna 1988)
  - John Spencer, 8. hrabě Spencer, britský šlechtic a otec princezny Diany († 29. března 1992)
- 1925 – Maria Tallchiefová, americká baletka indiánského původu († 11. dubna 2013)
- 1926 – Jozefína Dankovičová, slovenská komunistická politička († ?)
- 1928
  - Desmond Morris, anglický zoolog a malíř
  - Michel Serrault, francouzský herec († 29. července 2007)
- 1930 – Helena Dudášová-Géreczová, slovenská komunistická politička († ?)
- 1931 – Lars Hörmander, švédský matematik († 25. listopadu 2012)
- 1932 – Jaan Puhvel, estonsko-americký lingvista, indoevropista, asyriolog a mytolog
- 1933 – Asim Ferhatović, jugoslávský fotbalista bosenské národnosti († 25. ledna 1987)
- 1934 – Stanisław Grochowiak, polský básník, prozaik, dramatik a publicista († 2. září 1976)
- 1935 – Mona Malmová, švédská filmová, divadelní a televizní herečka († 12. ledna 2021)
- 1936 – Bobby Wellins, skotský jazzový saxofonista († 27. října 2016)
- 1938 – Julius Hemphill, americký saxofonista († 2. dubna 1995)
- 1939
  - Helena Zvolenská, slovenská basketbalistka
  - Bill Dees, americký hudebník († 24. října 2012)
  - Renate Boyová, východoněmecká atletka
  - Joseph Vilsmaier, německý filmový režisér a producent
- 1940
  - Vito Acconci, americký sochař a akční umělec († 28. dubna 2017)
  - Joachim Gauck, německý prezident od března 2012
- 1941
  - Jurij Pokalčuk, ukrajinský spisovatel, překladatel, literární vědec, novinář a scenárista († 9. září 2008)
  - Alain Colmerauer, francouzský informatik († 12. května 2017)
  - Neil Diamond, americký zpěvák, skladatel, klavírista a kytarista
  - Daniel Šechtman, izraelský fyzik, Nobelova cena za chemii 2011
  - Michael Chapman, anglický zpěvák a kytarista († 10. září 2021)
- 1942
  - Ivo Rudić, australský fotbalista chorvatského původu († 22. listopadu 2009)
  - Ljudmila Saveljevová, ruská herečka a baletka
- 1943 – Sharon Tate, americká herečka († 9. srpna 1969)
- 1944
  - Pavol Šurkala, slovenský fotbalista
  - David Gerrold, americký spisovatel
  - Klaus Nomi, německý herec, zpěvák, kabaretiér († 6. srpna 1983)
  - Agostino Borromeo, italský historik náboženství
- 1946 – Jerzy Kronhold, polský básník, diplomat a kulturní aktivista  († 13. listopadu 2022)
- 1947
  - Michio Kaku, americký fyzik
  - Warren Zevon, americký rockový zpěvák († 7. září 2003)
  - Giorgio Chinaglia, italský fotbalista a útočník († 1. dubna 2012)
- 1948 – Miklós Németh, maďarský politik a ekonom, poslední premiér socialistického Maďarska
- 1949
  - John Belushi, americký herec († 5. března 1982)
  - Arsen Alachverdijev, sovětský zápasník ve volném stylu
  - László Miklós, slovenský geograf, vědecký pracovník, univerzitní profesor
- 1950
  - Daniel Auteuil, francouzský herec
  - Laura Kellyová, americká politička a členka Demokratické strany
- 1951 – Christian Kieckens, belgický architekt a také fotograf a učitel († 11. května 2020)
- 1952
  - Raymond Domenech, francouzský fotbalista a současný trenér
  - Ján Cepo, slovenský fotbalový brankář
  - William Francis Readdy, námořní letec a americký kosmonaut
- 1953 – Mun Če-in, jihokorejský politik
- 1954 – Bruce Knauft, americký etnolog
- 1955 – Dušan Boroš, fotbalový brankář
- 1956 – Peter Woodward, britský herec, kaskadér a scenárista
- 1958
  - Jools Holland, britský muzikant
  - Frank Ullrich, německý biatlonista
- 1959
  - Michel Preud'homme, belgický fotbalový brankář a reprezentant
  - Jurijs Ševļakovs, lotyšský fotbalista
- 1960
  - Pavol Gábriška, slovenský fotbalový brankář
  - Fridolin Ambongo Besungu, konžský římskokatolický kněz
- 1961
  - Ivan Závracký, slovenský fotbalový brankář
  - Nastassja Kinski, německá herečka
  - Guido Buchwald, německý fotbalista
- 1963
  - Micha'el Gorlovski, izraelský politik
  - Arnold Vanderlyde, nizozemský boxer těžké váhy
- 1964
  - Stefano Cerioni, italský sportovní šermíř
  - Milan Murín, slovensk hokejista
- 1966
  - Karin Viardová, francouzská herečka
  - Shaun Donovan, americký politik
- 1967
  - Štefan Saxa, slovenský fotbalista
  - John Myung, americký muzikant (Dream Theater)
  - Dick Lidman, švédský fotbalista
- 1968
  - Michael Kiske, německý muzikant (Helloween)
  - Mary Lou Rettonová, reprezentantka Spojených států ve sportovní gymnastice
  - Rick Salomon, americký podnikatel, filmový producent a hráč pokeru
- 1969 – Louise Curreyová, australská atletka
- 1970
  - Matthew Lillard, americký herec
  - Maria Balshaw, britská manažerka a první ředitelka Tate Galery
- 1971 – Hirojuki Murakami, japonský hokejista
- 1972
  - Muriel Baumeister, německo-rakouská herečka
  - Beth Hart, americká zpěvačka
  - Ulla Werbroucková, bývalá belgická judistka
- 1974
  - Ed Helms, americký herec, komik a zpěvák
  - Rokia Traoré, malijská zpěvačka a kytaristka
- 1975
  - Nikolaj Belokosov, moldavský zápasník
  - Harálabos Papadiás, řecký sportovec, atlet, sprinter
- 1977
  - Michelle Hunzikerová, italská modelka, herečka a televizní moderátorka švýcarského původu
  - Chad Hurley, americký podnikatel
- 1978
  - Roberto Giorgio, maďarský model a pornoherec
  - Tomokazu Mjódžin, japonský fotbalista
- 1979
  - Zuzana Norisová, slovenská herečka
  - Tatyana Ali, americká herečka
- 1980
  - Rebecca Romerová, britská veslařka a cyklistka
  - Yordanis Arencibia, kubánský judista
  - Suzy, portugalská zpěvačka
- 1982
  - Claudia Heill, rakouská judistka († 31. března 2011)
  - Liván López, kubánský zápasník–volnostylař
- 1983
  - Craig Horner, australský herec
  - Shaun Maloney, skotský fotbalista
  - Scott Speed, americký motorový závodník
  - Frankie Grande, americký tanečník a herec
  - TEO, běloruský zpěvák
  - Wyatt Crockett, novozélandský ragbista
- 1984
  - Justin Baldoni, americký herec, režisér a producent
  - Boy Waterman, nizozemský fotbalový brankář
- 1985
  - Kornel Saláta, slovenský fotbalista
  - Fabiana Claudinová, brazilská volejbalistka
- 1986
  - Mischa Barton, americká herečka
  - Jack Hillen, americký hokejista
  - Fikru Teferra, etiopský fotbalista
  - Vieirinha, portugalský fotbalista
- 1987
  - Wayne Hennessey, velšský fotbalový brankář a reprezentant
  - Luis Suárez, uruguayský fotbalista
  - Alexandr Gostijev, ruský zápasník
  - Davide Valsecchi, italský automobilový závodník
- 1988
  - Jade Ewen, anglická zpěvačka, písničkářka a herečka
  - Alhassan Bangura, fotbalový záložník ze Sierry Leone
- 1989
  - John-Patrick Smith, australský tenista
  - Emiliano Albín, uruguayský fotbalový obránce
  - Ki Song-jong, jihokorejský profesionální fotbalista
  - Kung Li-ťiao, čínská atletka
  - Asano Nagasatoová, japonská fotbalistka
- 1990
  - Ermin Bičakčić, bosenský fotbalový obránce
  - Ko Pjong-uk, jihokorejský rychlobruslař
- 1991
  - Andrej Šťastný, slovenský hokejista
  - Yassine Jebbour, marocký fotbalový obránce
  - Žan Beleňuk, ukrajinský zápasník klasik
  - Li Süe-žuej, čínská badmintonistka
  - Rodrigo Corrales, španělský házenkář
- 1992
  - Aspar Jaelolo, indonéský sportovní lezec
  - Kevin Krawietz, německý tenista
- 1994
  - Manon Hily, francouzská sportovní lezkyně
  - Ryan Fraser, skotský fotbalista
  - Daniel-André Tande, norský skokan na lyžích
- 1995
  - Martin Réway, slovenský lední hokejista
  - Callan McAuliffe, australský herec
- 1996 – Dominik Malý, slovenský fotbalista
- 2000 – Ben Johnson, anglický fotbalista
- 2012 – Athena Dánská, dánská princezna a vnučka královny Markéty II.

## Úmrtí

### Česko

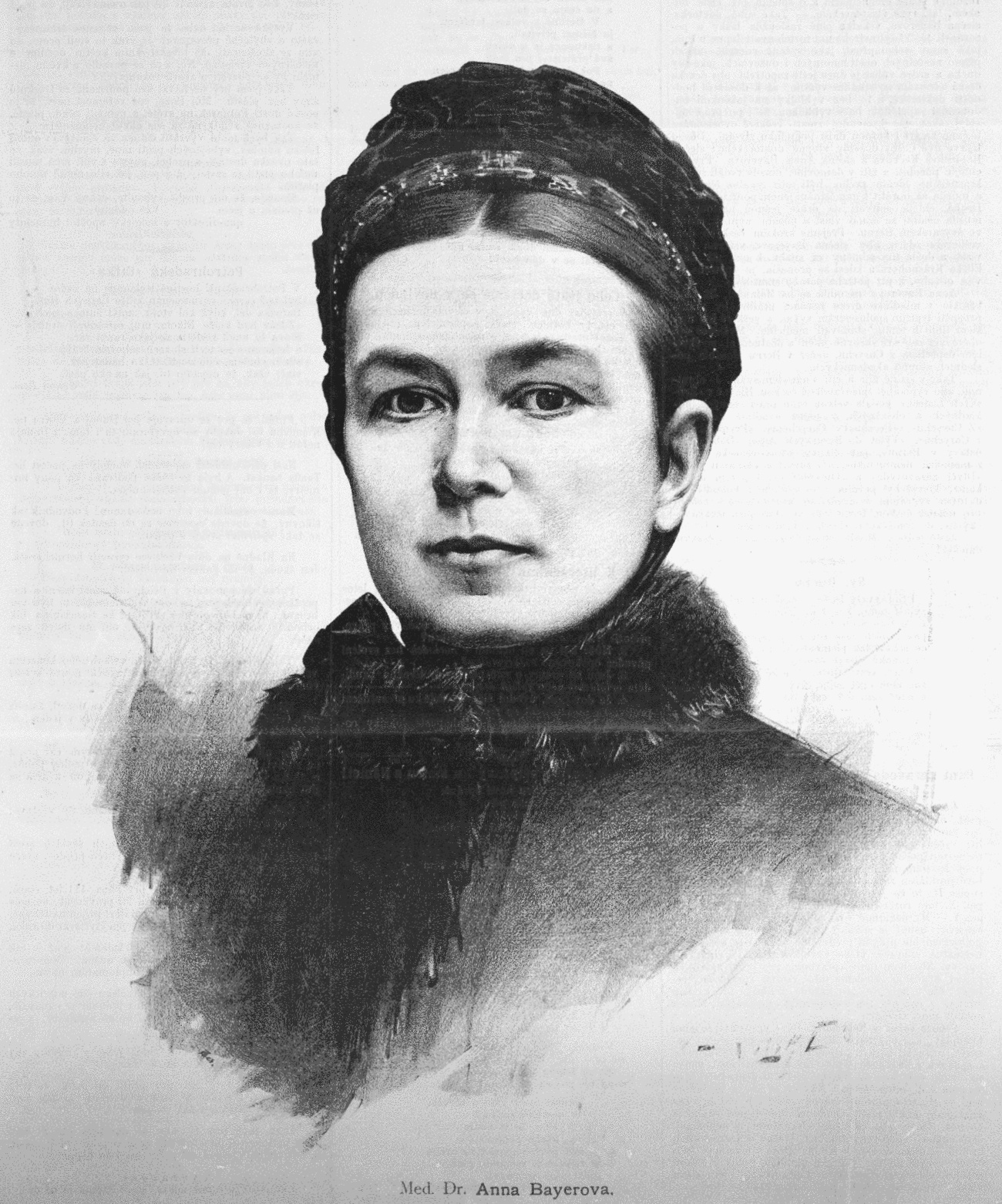
Anna Bayerová († 1924)

- 1589 – Jiří Mehl ze Střelic, místokancléř České kanceláře (* asi 1514)
- 1708 – Ferdinand Vilém Popel z Lobkowicz, příslušník bílinské větve šlechtického rodu Lobkoviců (* 16. srpna 1647)
- 1737 – Jan Milan, jezuitský misionář, v Rusku u Kalmyků a Tatarů (* 1662)
- 1758 – František Řehoř Giannini, olomoucký a vratislavský kanovník (* 9. března 1693)
- 1802 – Josef Mikuláš Windischgrätz, rakouský šlechtic usazený v Čechách (* 6. prosince 1744)
- 1830 – Jan Nepomuk Lažanský z Bukové, český šlechtic a rakouský politik (* 8. listopadu 1774)
- 1859 – Alois Kemlink, císařský purkmistr v Hradci Králové (* 28. ledna 1779)
- 1871 – Josef John, lesník (* 17. srpna 1802)
- 1876 –  Anton Rahn, moravský a rakouský důlní podnikatel z Rosicka (* 1816)
- 1881 – Jindřich Otakar Miltner, národní obrozenec a vlastivědný pracovník (* 22. října 1827)
- 1884 – Hugo Nostic, rakousko-český šlechtic a poslanec Českého zemského sněmu (* 14. června 1814)
- 1893 – Otto Kahler, česko-rakouský lékař, patolog, profesor vnitřního lékařství (* 8. ledna 1849)
- 1895 – Josef Drahorád, český hudební skladatel (* 5. listopadu 1816)
- 1897 – Albrecht z Kounic, šlechtic a politik z významného rodu Kouniců (* 28. června 1829)
- 1900 – Jan Antonín Dobřenský, rakousko-český šlechtic a politik (* 25. listopadu 1854)
- 1905 – Prokop Josef Baudyš, římskokatolický duchovní, benediktin Emauzského opatství v Praze (* 25. listopadu 1845)
- 1907 – Moritz Steinschneider, moravský bibliograf a orientalista židovského původu (* 31. března 1816)
- 1908 – Jan Červenka, prozaik, dramatik, básník a překladatel (* 3. dubna 1861)
- 1911 – Alois Funke, politik německé národnosti, poslanec Českého zemského sněmu (* 5. ledna 1834)
- 1913 – Anton Teichl, archivář hraběcí rodiny Buquoyů (* 11. června 1837)
- 1924 – Anna Bayerová, historicky druhá česká lékařka (* 4. listopadu 1852)
- 1925 – Karel Pelant, novinář, překladatel, esperantista (* 28. října 1874)
- 1926 – Karl Daniel Weinrich, česko-rakouský politik a poslanec Českého zemského sněmu (* 27. března 1843)
- 1927 – Arnošt Chotek z Chotkova, český šlechtic a rakouský generál (* 13. března 1844)
- 1930 – Josef Chaloupka, český básník a novinář (* 4. června 1898)
- 1932 – Karel Loula, statkář a poslanec (* 2. května 1854)
- 1935 – Wenzel Holek, novinář a dějepisec dělnického hnutí (* 21. ledna 1864)
- 1938 – Vilibald Mildschuh, český ekonom a statistik (* 11. prosince 1878)
- 1939
  - Ferry Seidl, český filmový režisér a herec (* 1. října 1881)
  - Vilibald Mildschuh, ekonom a statistik (* 11. prosince 1878)
- 1940 – František Jakub, malíř (* 22. prosince 1875)
- 1959 – Gustav Švamberg, právník, rektor Českého vysokého učení technického (* 2. srpna 1880)
- 1969 – Augustin Bartoš, druhý ředitel Jedličkova ústavu (* 1. března 1888)
- 1974
  - Otakar Vočadlo, český lingvista (* 2. října 1895)
  - Jan Krátký, komunistický politik (* 25. dubna 1889)
- 1976 – Miroslav Šrogl, mikrobiolog (* 4. května 1935)
- 1979 – Ladislav Veltruský, rektor Vysoké školy ekonomické a politik (* 27. února 1921)
- 1980
  - František Altman, pilot bombardéru u 311. československé bombardovací perutě RAF (* 2. dubna 1904)
  - František Mošnička, fotbalista (* ?)
- 1982
  - Vladimír Voldán, historik a archivář (* 22. listopadu 1921)
  - Jan Lidral, hokejový obránce (* 19. března 1929)
- 1985 – Miloslav Kaňák, teolog, duchovní Církve československé husitské (* 17. února 1917)
- 1995 – Jaroslav Kašpar, československý voják (* 23. prosince 1903)
- 2003 – Jaromír Obzina, komunistický politik (* 22. května 1929)
- 2004 – Josef Vykutil, zeměměřič a vysokoškolský pedagog (* 1. září 1912)
- 2012 – Viktor Stříbrný, kladenský umělecký kovář, malíř (* 30. listopadu 1943)
- 2013 – Miroslav Janů, fotbalista (* 8. listopadu 1959)
- 2014 – Josef Kadeřábek, fotbalista (* 1928)
- 2016 – Ludmila Padrtová, kreslířka, malířka a fotografka (* 14. září 1931)
- 2017
  - Alois Hloušek, českobudějovický architekt (* 15. března 1935)
  - Mirka Pokorná, klavíristka (* 28. října 1930)
- 2021 – Václav Kojecký, fotbalový brankář (* 28. června 1926)

### Svět

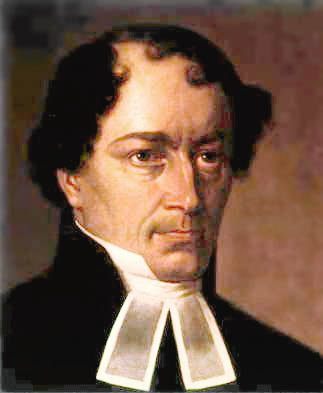
Ján Kollár († 1852)

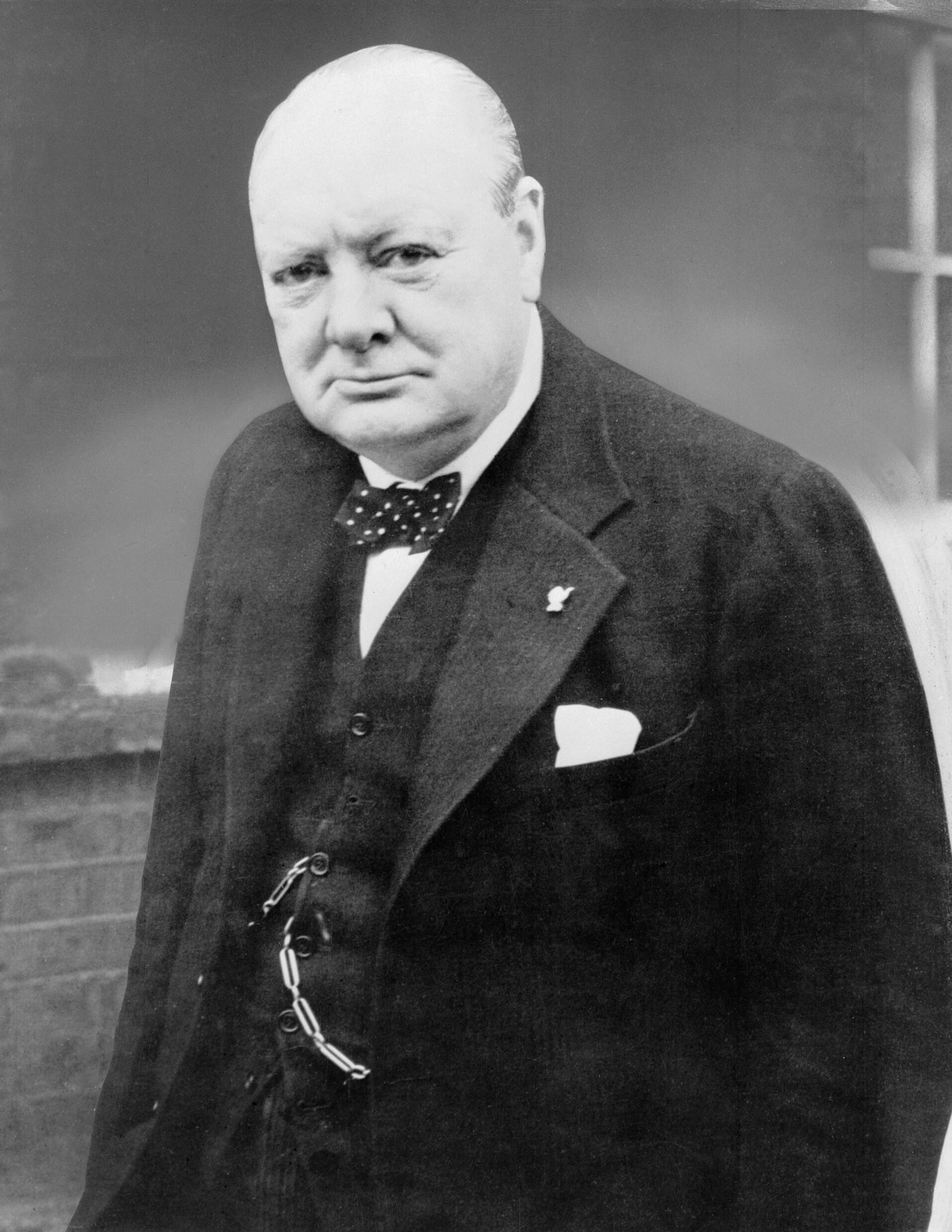
Winston Churchill († 1965)

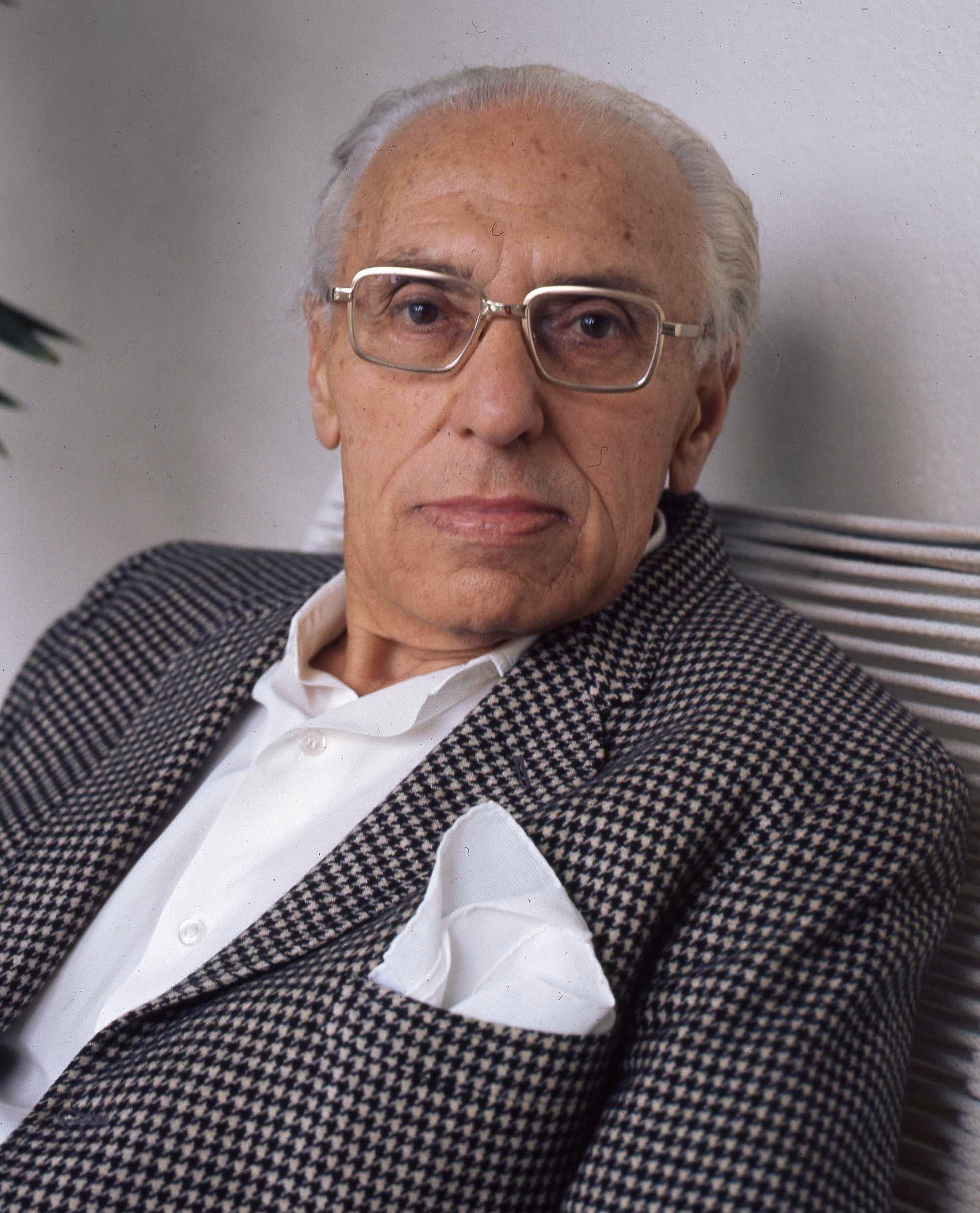
George Cukor († 1983)

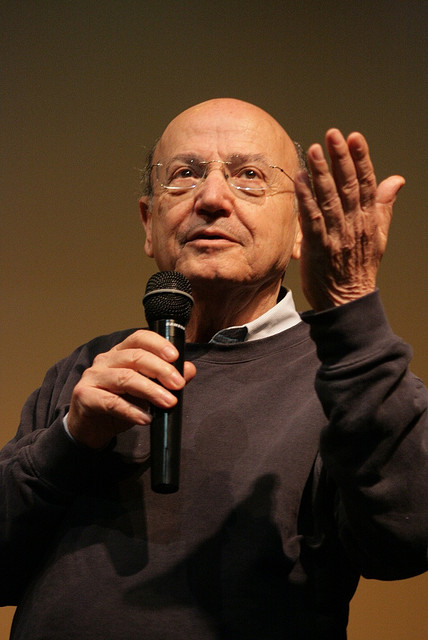
Theo Angelopoulos († 2012)

- 0041 – Caligula, římský císař (* 31. srpna 12)
- 0756 – Kao Sien-č’, generál kogurjoského původu působící v říši Tchang (* ?)
- 0772 – Štěpán III., 94. papež (* asi 720)
- 0817 – Štěpán IV., 97. papež (* kolem 770)
- 1002 – Ota III., římský král a císař (* 980)
- 1196/1200 – Richardis Babenberská, lantkraběnka ze Stefflingu (* 1143)
- 1237 – Bartoloměj z Roye, nejvyšší komoří a rádce francouzského krále (* ?)
- 1336 – Alfons IV. Aragonský, aragonský král a hrabě z Barcelony (* 2. listopadu 1299)
- 1550 – Volfgang Vuk de Gyula, maďarský římskokatolický biskup v Záhřebu (* ?)
- 1595 – Ferdinand II. Tyrolský, rakouský arcivévoda, místodržitel v českých zemích a tyrolský hrabě (* 14. června 1529)
- 1619 – Henry Brooke, 11. baron Cobham, anglický politik a dvořan ze šlechtického rodu (* 22. listopadu 1564)
- 1709
  - George Rooke, britský admirál (* 1650)
  - Bonne de Pons d'Heudicourt, francouzská šlechtična a milenka krále Ludvíka XIV. (* 1644)
- 1711 – Jean Bérain, francouzský malíř (* 1637)
- 1726 – Gabriel Serdaheli, slovenský teolog, jezuita (* 20. září 1660)
- 1744 – Marie Poussepinová, francouzská dominikánská terciářka a blahoslavená (* 14. října 1653)
- 1757 – Francesco Robba, italský barokní sochař (* 1. května 1698)
- 1784 – Andrea Bernasconi, italský hudební skladatel (* 1706)
- 1822 – Ali Paša Janinský, albánský šlechtic a vojenský velitel (* c. 1741/1744/1750)
- 1824 – Ercole Consalvi, kardinál–jáhen římskokatolické církve (* 8. června 1757)
- 1851 – Gaspare Spontini, italský skladatel a dirigent (* 14. listopadu 1774)
- 1852 – Jan Kollár, český a slovenský básník, jazykovědec a historik slovenského původu (* 29. červenec 1793)
- 1871 – Wilhelm Weitling, raný socialista německého původu a teoretik komunismu (* 5. října 1808)
- 1872 – William Webb Ellis, zakladatel ragby (* 24. listopadu 1806)
- 1876 – Rudolph Striegler, dánský fotograf (* 1816)
- 1878 – Pieter Bleeker, nizozemský lékař a ichtyolog (* 10. července 1819)
- 1883 – Friedrich Adolf Ferdinand von Flotow, německý operní skladatel (* 26. dubna 1812)
- 1894 – Martin Čulen, slovenský pedagog a matematik (* 31. květen 1823)
- 1895 – Randolph Churchill, britský politik (* 13. února 1849)
- 1903
  - Petko Karavelov, bulharský politik (* 24. března 1843)
  - Eduard Böhl, německý reformovaný teolog (* 18. listopadu 1836)
- 1904 – Fridrich I. Anhaltský, německý princ z rodu Askánců a anhaltský vévoda (* 29. dubna 1831)
- 1905
  - Giovanni Battista Ceschi a Santa Croce, italský profesní rytíř Maltézského řádu (* 21. února 1827)
  - Adolf Schaffer, rakouský politik německé národnosti z Kraňska (* 5. ledna 1840)
- 1912 – Emerich Kienmann, rakouský pedagog a politik (* 5. listopadu 1854)
- 1915 – Arthur Auwers, německý astronom (* 12. září 1838)
- 1919
  - Nikolaj Michajlovič Romanov, ruský velkokníže a vnuk cara Mikuláše I. (* 26. dubna 1859)
  - Ismail Kemali, albánský politik, vůdce albánského národního hnutí (* 16. leden 1844)
- 1920
  - Amedeo Modigliani, italský malíř a sochař (* 12. července 1884)
  - Ivan Plantan, rakouský politik slovinské národnosti z Kraňska (* 29. dubna 1853)
- 1924 – Marie-Adléta Lucemburská, dcera velkovévody Viléma IV. Lucemburského (* 14. června 1894)
- 1927 – Eugène Turpin, francouzský chemik (* 30. září 1848)
- 1929 – Wilfred Baddeley, britský tenista (* 11. ledna 1872)
- 1930 – Adam Ruebenbauer, rakouský právník a politik (* 10. listopadu 1867)
- 1931 – Fridrich August II. Oldenburský, poslední oldenburský velkovévoda (* 16. listopadu 1852)
- 1932 – Herbert Norkus, člen Hitlerjugend, který byl zabit německými komunisty (* 26. července 1916)
- 1935 – Thomas Stevens, první člověk, který objel svět na kole (* 24. prosince 1854)
- 1939
  - Julius von Kennel, estonský přírodovědec (* 10. června 1854)
  - Jerzy Wiktor Madeyski, předlitavský politik polského původu (* ? 1872)
  - Maximilian Bircher-Benner, švýcarský lékař, dietolog (* 22. srpna 1867)
  - Manuel Penella, španělský hudební skladatel (* 31. července 1880)
- 1943 – John Burns, anglický politik (* 20. října 1858)
- 1945 – Charlotte Pothuis, nizozemská malířka a fotografka (* 1. dubna 1867)
- 1948 – Maria Mandlová, vrchní dozorkyně koncentračního tábora v Osvětimi, popravena (* 10. ledna 1912)
- 1951 – Eugen Meindl, německý generál výsadkových vojsk za druhé světové války (* 16. července 1892)
- 1955 – Percy John Heawood, britský matematik (* 8. září 1861)
- 1956 – Oskar Karlweis, rakouský herec (* 10. června 1894)
- 1959 – Jean Lhermitte, francouzský neurolog a neuropsychiatr (* 20. ledna 1877)
- 1961 – Alfred Gilbert, americký olympijský vítěz ve skoku o tyči (* 13. února 1884)
- 1962 – André Lhote, francouzský malíř, představitel kubismu (* 5. července 1885)
- 1965
  - Nikolaj Losskij, ruský filosof (* 6. prosince 1870)
  - Sir Winston Churchill, britský politik (* 30. listopadu 1874)
- 1966 – Homi Jehangir Bhabha, indický jaderný fyzik (* 30. října 1909)
- 1969 – Saúd ibn Abdul al-Azíz, druhý král Saúdské Arábie (* 15. ledna 1902)
- 1972 – Osman Asaf Sokolović, bosenskohercegovský úředník a publicista bosňáckého původu (* 1883)
- 1976
  - Pinchas Lavon, izraelský politik (* 12. července 1904)
  - Emil Bodnăraş, rumunský komunistický politik (* 10. února 1904)
- 1977
  - Oliver F. Atkins, americký fotograf (* 18. února 1917)
  - Matej Kršiak, slovenský politik a meziválečný poslanec Národního shromáždění (* 18. února 1888)
- 1980 – Emil Krischke, slovenský fotbalový brankář (* 15. listopadu 1916)
- 1981 – Karol Koch, bratislavský lékař, protifašistický odbojář a dlouholetý politický vězeň (* 29. června 1890)
- 1982 – Hans Schütz, československý politik německé národnosti (* 14. února 1901)
- 1983
  - Juan Carlos Zabala, argentinský olympijský vítěz v maratonu v roce 1932 (* 11. října 1911)
  - George Cukor, americký filmový režisér (* 7. července 1899)
  - Johan Grøttumsbråten, norský reprezentant v lyžování (* 24. února 1899)
- 1984 – Aladár Móži, slovenský houslista a hudební skladatel (* 21. května 1923)
- 1986
  - L. Ron Hubbard, americký spisovatel, zakladatel dianetiky a scientologie (* 13. března 1911)
  - Victor Alexander Charles Crutchley, vysoký důstojník Britského královského námořnictva (* 2. listopadu 1893)
- 1989
  - Les Spann, americký jazzový kytarista (* 23. května 1932)
  - Ted Bundy, americký sériový vrah (* 24. listopadu 1946)
- 1990 – Dámaso Alonso, španělský básník (* 22. října 1898)
- 1991 – Jack Schaefer, americký novinář a spisovatel (* 19. listopadu 1907)
- 1993
  - Thurgood Marshall, americký právník a soudce Nejvyššího soudu USA (* 2. července 1908)
  - Assunta Rakousko-Toskánská, rakouská arcivévodkyně a toskánská princezna (* 10. srpna 1902)
- 1995 – Jaroslav Kašpar, československý voják, příslušník zahraničního protinacistického a protikomunistického odboje (* 23. prosince 1903)
- 1996
  - Jelizaveta Bagrjancevová, sovětská diskařka (* 27. srpna 1929)
  - Sándor Iharos, maďarský atlet (* 10. března 1930)
- 1998 – Mirosław Justek, polský fotbalista, obránce (* 23. září 1948)
- 1999 – Roger Rondeaux, francouzský mistr světa cyklokrosu (* 15. dubna 1920)
- 2003 – Gianni Agnelli, italský průmyslník a hlavní akcionář společnosti Fiat (* 12. března 1921)
- 2004
  - Leônidas da Silva, brazilský fotbalista (* 6. září 1913)
  - Gyula Kristó, maďarský historik (* 11. července 1939)
- 2007 – Wolfgang Iser, německý literární teoretik (* 22. července 1926)
- 2009 – Karl Koller, rakouský fotbalista (* 9. února 1929)
- 2012
  - Serge Sazonoff, francouzský fotograf (* 8. října 1915)
  - Theo Angelopoulos, řecký filmový režisér, scenárista a producent (* 27. dubna 1935)
- 2014 – Šulamit Aloniová, izraelská politička a levicová aktivistka (* 29. listopadu 1928)
- 2015 – Otto Carius, německý voják, tankové eso (* 27. května 1922)
- 2016
  - Marvin Minsky, americký kognitivní vědec a informatik (* 1927)
  - Fredrik Barth, norský sociální antropolog (* 22. prosince 1928)
  - Henry Worsley, anglický cestovatel a důstojník Britské armád (* 4. října 1960)
- 2018 – Mark E. Smith, anglický zpěvák (* 5. března 1957)
- 2019 – Fernando Sebastián Aguilar, španělský římskokatolický kněz (* 14. prosince 1929)
- 2020 – Rob Rensenbrink, nizozemský fotbalista (* 3. července 1947)
- 2021
  - Jozef Klimko, slovenský právník, zaměřený na dějiny státu a práva (* 10. února 1942)
  - Gunnel Lindblomová, švédská herečka a režisérka (* 18. prosince 1931)

## Svátky

### Česko
- Milena
- Amanda
- Timotej, Timoteus
- Xena, Xenie, Oxana
- Eusebie
- Babylas

### Svět
- Slovensko: Timotej
- Rumunsko: Den národního sjednocení
- Bolívie: Alacitis Fair (Aymara Indians)
- Mezinárodní den vzdělání

## Pranostiky

### Česko
- Na Saleského Františka meluzína si zapíská.
- Svatý Timoteus přemýšlí kde nechal vůz.

| 24. leden v pražském KlementinuÚdaje jsou platné k 11. 3. 2025. | 24. leden v pražském KlementinuÚdaje jsou platné k 11. 3. 2025. | 24. leden v pražském KlementinuÚdaje jsou platné k 11. 3. 2025. |
| minimum                                                         | denní průměr                                                    | maximum                                                         |
| --------------------------------------------------------------- | --------------------------------------------------------------- | --------------------------------------------------------------- |
| −21,2 °C (1942)                                                 | 1,3 °C (od 1961)                                                | 13,8 °C (1834)                                                  |